# ديفيد كيلي (لاعب كرة قدم)
ديفيد كيلي (بالإنجليزية: David Kelly)‏ (مواليد 25 نوفمبر 1965) هو لاعب كرة قدم. يلعب مع منتخب جمهورية أيرلندا لكرة القدم. سبق له أن لعب في كأس العالم لكرة القدم مع منتخب بلاده.

## مسيرته الكروية
لعب ديفيد كيلي خلال مسيرته الاحترافية مع 10 أندية في ثلاثة وعشرون موسمًا وسجل خلالها 192 هدف ضمن 600 مباراة. ولم يفز بأي موسم بالكأس أو بالدوري.
خاض ديفيد كيلي مسيرته مع نادي والسول في موسم 1983–84 ليلعب معه خمسة مواسم، مشاركًا في 147 مباراة سجل خلالها 63 هدفًا. ثم انتقل إلى نادي وست هام يونايتد في موسم 1988–89 ولمدة موسمين، حيث شارك في 41 مباراة سجل خلالها 7 أهداف. لينتقل بعدها إلى نادي ليستر سيتي في موسم 1989–90 واستمر معه طيلة ثلاثة مواسم، مشاركًا في 66 مباراة سجل خلالها 22 هدفًا. ثم انتقل إلى نادي نيوكاسل يونايتد في موسم 1991–92 ولمدة موسمين، مشاركًا في 70 مباراة سجل خلالها 35 هدفًا. هذا وانتقل لاحقًا إلى نادي وولفرهامبتون واندررز في موسم 1993–94 واستمر معه طيلة ثلاثة مواسم، مشاركًا في 83 مباراة سجل خلالها 26 هدفًا. ثم انتقل بعدها إلى نادي سندرلاند في موسم 1995–96 ولمدة موسمين، مشاركًا في 34 مباراة سجل خلالها هدفين. ليعود وينتقل من جديد، لكن هذه المرة إلى نادي ترانمير روفرز في موسم 1997–98 واستمر معه طيلة ثلاثة مواسم، مشاركًا في 88 مباراة سجل خلالها 21 هدفًا. لينتقل بعدها إلى نادي شيفيلد يونايتد في موسم 2000–01 لمدة موسم واحد، مشاركًا في 35 مباراة سجل خلالها 6 أهداف. ثم لعب في نادي مانسفيلد تاون في موسم 2001–02 لمدة موسم واحد، مشاركًا في 17 مباراة سجل خلالها 4 أهداف.

## روابط خارجية
- دايفيد كيلي على موقع الاتحاد الدولي (مؤرشف)  (الإنجليزية)
- دايفيد كيلي على موقع قاعدة بيانات كرة القدم.إي يو (الإنجليزية)
- دايفيد كيلي على موقع ناشيونال فوتبول تيمز (الإنجليزية)
- دايفيد كيلي على موقع Soccerbase.com (لاعب) (الإنجليزية)
- دايفيد كيلي على موقع عالم كرة القدم.نت (الإنجليزية)